# 后牛顿力学近似方法
后牛顿力学近似方法是广义相对论中一种被广泛应用求解爱因斯坦场方程的近似方法。这种近似试图模仿牛顿力学的形式来解决较弱引力场的相对论问题。具体做法是对微小的牛顿力学量加以展开，可以选择展开的项有速度{\displaystyle \left(v/c\right)}或者牛顿引力势{\displaystyle \left(M/R\right)}，这实则是对相对论一种弱场低速的近似。
后牛顿力学近似方法在引力波天文学中得到了广泛的应用，最重要的用途是从理论上计算双星系统所辐射的引力波的波形。引力辐射对应着后牛顿近似方法展开至最低2.5阶，即展开至{\displaystyle \left(v/c\right)}的2.5幂次方项，习惯记做，一般研究中则要求后牛顿方法至少展开到。展开是后牛顿方法研究得比较成熟的近似，主要研究人员有，和采用广义相对论的ADM-哈密顿量形式，以及，和直接在谐振坐标下计算运动方程。这两种算法的结果在物理上被证明等价，为寻找来自双星系统的引力波信号提供了可信的模板。当前后牛顿展开近似的最高阶数为，为大阪大学的佐佐木节（佐々木 節，罗马字）等人所得出